# Heswall cum Oldfield

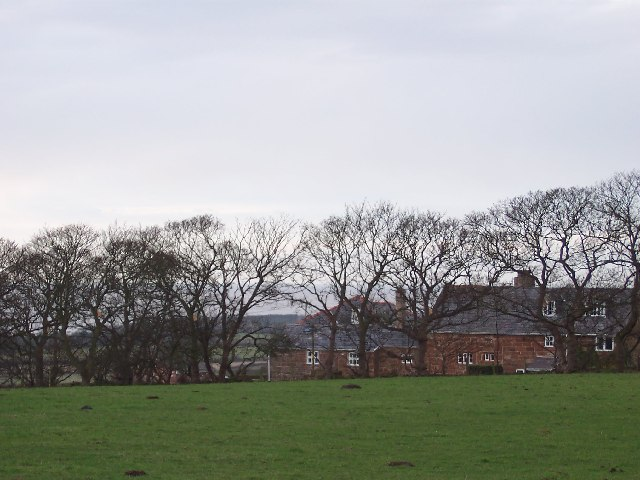
Oldfield

Heswall cum Oldfield var en civil parish fram till 1974, i grevskapet Cheshire (nu Merseyside), i England. Denna civil parish var belägen 8 km från Birkenhead och hade 6 773 invånare år 1951.